# Canton d'Alès
Le canton d'Alès (qui s'écrivait Alais pendant toute son existence) est une ancienne division administrative du département du Gard, dans l'arrondissement d'Alès (Alais).
Ce canton a été créé en 1793, a disparu en 1794 avec l'arrivée de la Convention, réapparait en 1801 pour être définitivement supprimé en 1858 du fait de sa scission en deux nouveaux cantons d'Alès-Ouest et d'Alès-Est.
Il était composé des communes d'Alais (ancien nom de la commune d'Alès), Cendras, Méjannes (ancien nom de la commune de Méjannes-lès-Alès), Mons, Saint-Christol-lès-Alès, Saint-Hilaire-de-Brethmas, Saint-Jean-du-Pin et Saint-Paul-la-Coste.

## Conseillers généraux
| Période                                  | Période      | Identité               | Étiquette          | Qualité |
| ---------------------------------------- | ------------ | ---------------------- | ------------------ | --- |
| Les données manquantes sont à compléter. |              |                        |                    | |
| 1833                                     | 1852         | Roger de Larcy         | Droite Légitimiste | Magistrat puis avocat à Alais Représentant du peuple (1839-1846, 1848-1851), député (1871-1876) Sénateur (1877-1882) |
| 1852                                     | 1857 (décès) | Félix Varin d'Ainvelle |                    | Ingénieur en chef des Mines en disponibilité Maire d'Alais (1852) Député (1853-1857)                                 |

## Conseillers d'arrondissement
| Période                                  | Période | Identité                | Étiquette | Qualité |
| ---------------------------------------- | ------- | ----------------------- | --------- | --- |
| Les données manquantes sont à compléter. |         |                         |           | |
| 1833                                     | 1836    | Amédée Rivière          |           | Avocat, propriétaire à Alais                                                                                          |
| 1836                                     | 1839    | André Chamayou          |           | Médecin, maire d'Alais de 1836 à 1838                                                                                 |
| 1839                                     | 1852    | Émile Guiraudet         |           | Ancien juge de paix, propriétaire à Alais, ancien conseiller d'arrondissement du canton de Saint-Martin-de-Valgalgues |
| 1852                                     | 1858    | François Isidore Julien |           | Avocat, maire d'Alais de 1849 à 1852                                                                                  |

## Juges de paix
- 1793-1795 : ? Duffés
- 1795-1797 : ? Julien
- 1797-1800 : ? Reidon
- 1800-1802 : ? Canonge
- 1802-1808 : Jean François Régis de Ramel[8]
- 1808-1818 : ? Julien[9]
- 1818-1830 : Pierre Nouvel[10]
- 1830-1858 : ? Debroche de Saint-André[11]